# Йоан Ангел (севастократор)
Йоан Ангел (на гръцки: Ἰωάννης Ἄγγελος) е византийски севастократор, военачалник и управител при императорите Андроник III Палеолог и Йоан VI Кантакузин.

## Биография
Той е племенник или братовчед на бъдещия византийски император Йоан VI Кантакузин (упр. 1347 – 1354), който го възпитава и учи на военно изкуство.
През 1328 г. Йоан Ангел е градоначалник на Костур. През ок. 1336/1133 г., след внезапната смърт на Йоан II Орсини, е управител (кефалия) на Янина в Епир с титлата пинкернес (виночерпец). През есента на 1340 г. заедно с управителя на Тесалия Михаил Мономах Йоан Ангел потушава противовизантийски бунт в Епир. След това Андроник III  го поставя като управител в Арта.
През 1341 г. избухва Византийска гражданска война. Йоан Ангел се бие на страната на Йоан VI Кантакузин и присъства на неговото провъзгласяване за император в Димотика на 26 октомври 1341 г. През пролетта 1342 г. той участва в неуспешната кампания на Йоан VI против бунтуващите се зилоти в Солун, през юли 1342 г. го придружава до Прищина за срещата със сръбския крал Стефан Урош IV Душан. През есента 1342 г. е избран доживотно за управител на Тесалия. Неговата резиденция е в Трикала. Той пленява Анна Палеологина, вдовицата на Йоан II Орсини, и син ѝ Никифор II Орсини. През 1343 г. той участва отново в безуспешен поход против Солун. Йоан VI Кантакузин му дава през 1347 г. титлата севастократор.
Йоан Ангел се жени за дъщеря на Андроник Палеолог Ангел, сестра на Анна Палеологина. Не е известно дали имат деца.
Йоан Ангел умира от чума през пролетта 1348 г. Обезлюдената заради епидемията Тесалия е превзета от войводата Прелюб за царството на Неманичите.